# Jānis Miņins
Jānis Miņins, né le 15 août 1980 à Kuldīga, est un bobeur letton en tant que pilote. Au cours de sa carrière, il permet notamment à son pays de remporter la première médaille de son histoire aux Mondiaux lors de l'édition 2009 en prenant la médaille de bronze en bob à 4 derrière l'Américain Steven Holcomb et l'Allemand André Lange.

## Palmarès
| Événement/Année | Événement/Année | 2005 | 2006 | 2007 | 2008 | 2009 | 2010 |
| Jeux Olympiques | bob à 4         | -    | 10e  | -    | -    | -    |      |
| Jeux Olympiques | Bob à 2         | -    | 6e   | -    | -    | -    |      |
| Champ. monde    | bob à 4         | 9e   | -    | 7e   | 7e   | 3e   |      |
| Champ. monde    | bob à 2         | 19e  | -    | 12e  | 7e   | 15e  |      |
| Champ. monde    | bob mixte       | -    | -    | -    | -    | -    |      |
| Coupe du monde  | bob à 4         | 8e   | 13e  | 4e   | 3e   | 2e   | 2e   |
| Coupe du monde  | Bob à 2         | 13e  | 10e  | 14e  | 8e   | 12e  | 15e  |

### Coupe du monde
- 12 podiums  : 
  - en bob à 4 : 3 victoires, 4 deuxièmes places et 5 troisièmes places.

#### Détails des victoires en Coupe du monde
| Édition   | Bob à 2 | Bob à 4                      |
| 2007-2008 |         | Cesana Torinese Saint-Moritz |
| 2008-2009 |         | Whistler                     |